# Jenny von Westphalen
Johanna Freiin von Westphalen, ofwel Jenny Marx (Salzwedel, 12 februari 1814 - Londen, 2 december 1881) was een Duitse socialiste en de vrouw van Karl Marx.

## Biografie
Jenny von Westphalen kwam uit de kringen van de kleinere landadel. Haar vader Ludwig von Westphalen was eerst grootgrondbezitter, later ambtenaar van het Koninkrijk Pruisen in Salzwedel en Trier, waar de jonge Jenny niet alleen bekendstond als Ballkönigin von Trier, maar ook om haar brede interesses en kennis. Na zeven jaar verloving met de vier jaar jongere Karl, gaven ze elkaar in 1843 voor het altaar van de Pauluskerk in Bad Kreuznach het jawoord.
Jenny stelde zich in dienst van de roeping van haar man, zij kopieerde en redigeerde zijn manuscripten, discussieerde met hem over zijn politieke denkbeelden, correspondeerde met uitgevers en kameraden en volgde hem in zijn verbanning naar Parijs en Londen. Volgens eigen zeggen had Marx grote waardering voor haar politiek inzicht. Behalve haar werk voor haar man, schreef Von Westphalen ook zelf enige politieke teksten en artikelen voor verschillende Duitse kranten over het theater in London.
Zij schonk het leven aan zes kinderen. Alleen haar dochters Jenny (1844-1883), Laura (1845-1911) en Eleanor (1855-1898) bereikten de volwassen leeftijd. Eleanor Marx volgde haar vaders voetsporen en ging de politiek in. 

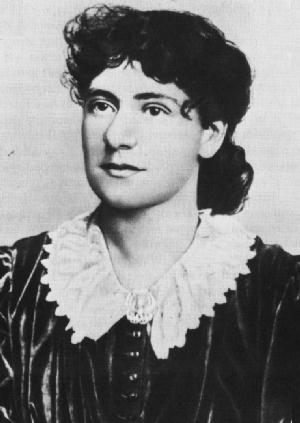
dochter Eleanor Marx

Jenny von Westphalen leed onder de armelijke levensomstandigheden en leed in toenemende mate aan depressies. Pas na de publicatie van het eerste deel van Das Kapital (1867) verbeterde de situatie van het gezin. In 1881 werd bij Jenny leverkanker vastgesteld en ze overleed op 67-jarige leeftijd.

## Nalatenschap
Haar invloed op Marx is onmiskenbaar en ze noemde zichzelf schertsenderwijs "zijn secretaris". Haar invloed in Duitsland bleef echter groot, vooral in socialistische kringen. De afdeling van de Rosa Luxemburg-stichting in Rijnland-Palts heet nog steeds de Jenny Marx Stiftung.